# San Carlos (Ichilo)
San Carlos ist eine Landstadt im Departamento Santa Cruz im südamerikanischen Anden-Staat Bolivien.

## Lage im Nahraum
San Carlos ist zweitgrößte Stadt und der zentrale Ort im Municipio San Carlos in der Provinz Ichilo. Die Stadt liegt auf einer Höhe von 326 m am rechten Ufer des Río Surutú, der vierzehn Kilometer flussabwärts bei Santa Fe de Yapacaní in den Río Yapacaní mündet, einem der Quellflüsse des Río Mamoré.

## Geographie
San Carlos liegt östlich vorgelagert der bolivianischen Cordillera Oriental am Rande des bolivianischen Tieflandes.
Die Jahresdurchschnittstemperatur der Region liegt bei etwa 24 °C (siehe Klimadiagramm Santa Fe de Yapacaní) und schwankt nur unwesentlich zwischen knapp 21 °C im Juni und Juli und gut 26 °C von November bis Januar. Der Jahresniederschlag beträgt etwa 1800 mm, bei Monatsniederschlägen zwischen 60 mm im Juli und durchschnittlichen Höchstwerten von 200 bis 300 mm in den Sommermonaten von Dezember bis Februar.

## Verkehrsnetz
Südöstlich von San Carlos in einer Entfernung von 110 Straßenkilometern liegt Santa Cruz, die Hauptstadt des Departamentos.
San Carlos liegt an der 1.657 Kilometer langen Nationalstraße Ruta 4, die von Tambo Quemado an der chilenischen Grenze in West-Ost-Richtung das gesamte Land durchquert und nach Puerto Suárez an der brasilianischen Grenze führt. Sie führt über Cochabamba, Villa Tunari und Yapacaní nach San Carlos und weiter über Santa Cruz, Pailón und Roboré nach Puerto Suárez. Die Straße ist von der chilenischen Grenze bis Pailón komplett asphaltiert, erst im weiteren Verlauf ist sie unbefestigt.

## Bevölkerung
Die Einwohnerzahl der Ortschaft ist in den vergangenen beiden Jahrzehnten um knapp die Hälfte angestiegen:
| Jahr | Einwohner | Quelle       |
| ---- | --------- | ------------ |
| 1992 | 3223      | Volkszählung |
| 2001 | 3897      | Volkszählung |
| 2012 | 4620      | Volkszählung |
| 2024 |           | Volkszählung |

Aufgrund der in der zweiten Hälfte des 20. Jahrhunderts erfolgten Zuwanderung aus dem Altiplano weist die Region einen gewissen Anteil an Quechua-Bevölkerung auf, im Municipio San Carlos sprechen 23,8 Prozent der Bevölkerung Quechua.